# Ronald Schill
Ronald Barnabas Schill (* 23. November 1958 in Hamburg) ist ein deutscher Jurist und ehemaliger Politiker. Überregional bekannt wurde er als „Richter Gnadenlos“ für seine harten Urteile in Strafverfahren. Mit ihm als Vorsitzenden und Spitzenkandidaten wurde die neugegründete Partei Rechtsstaatlicher Offensive drittstärkste Kraft bei der Bürgerschaftswahl in Hamburg 2001. Von 2001 bis 2003 war Schill Zweiter Bürgermeister und Innensenator der Stadt. Nach seiner politischen Karriere zog er nach Brasilien. Ab 2014 trat er als Darsteller verschiedener Reality-TV-Sendungen in Erscheinung.

## Herkunft, beruflicher Werdegang

### Familie, Studium und Beruf
Schill wurde in Hamburg geboren. Schills Eltern ließen sich scheiden, als er elf Jahre alt war. Die Trennung war für ihn nach eigener Aussage traumatisierend. Er wuchs dann bei seiner Mutter in Hamburg auf. Er hat einen jüngeren Bruder, der als Lehrer in Hannover tätig ist. Schills Großvater Kurt Schill war Mitglied der KPD, aktiv im Widerstand gegen den Nationalsozialismus und wurde 1944 im KZ Neuengamme in Hamburg ermordet.
Nach dem Abitur am Wirtschaftsgymnasium Weidenstieg in Hamburg-Eimsbüttel studierte Schill an der Universität Hamburg drei Semester Psychologie. Anschließend absolvierte er ein Studium der Rechtswissenschaften in Hamburg, das er 1988 mit dem ersten und 1992 mit dem zweiten juristischen Staatsexamen abschloss. Er praktizierte von 1992 bis 1993 als Rechtsanwalt. 1993 wurde er Richter am Amtsgericht Hamburg, an dem er bis 2001 tätig war. In seinem ersten Jahr war er für Zivilrecht zuständig. Bis zum 31. Dezember 1999 arbeitete Schill in einem Dezernat für Strafsachen, danach wurde ihm ein Dezernat in der Zivilgerichtsbarkeit zugewiesen.

### Öffentliche Wahrnehmung als Richter
Wegen einiger Urteile mit hohem Strafmaß erhielt Schill von der Hamburger Boulevardpresse den Spitznamen „Richter Gnadenlos“. Er trat zu dieser Zeit häufig in der Presse und im Fernsehen auf, wobei er allgemein eine härtere Bestrafung insbesondere von Wiederholungstätern forderte und ein von ihm behauptetes „Kartell strafunwilliger Jugendrichter in Hamburg“ anprangerte.

### Freispruch vom Vorwurf der Rechtsbeugung
Für Aufsehen sorgte in den Jahren 1999 bis 2001 ein Strafverfahren gegen Schill wegen Rechtsbeugung. Ihm wurde vorgeworfen, als Strafrichter eine Beschwerde von Personen, die er in Ordnungshaft genommen hatte, zwei Tage nicht weitergeleitet zu haben. Er soll beabsichtigt haben, bewusst den Rechtsschutz der Inhaftierten zu unterlaufen und zu erreichen, dass diese die dreitägige Ordnungshaft bereits abgesessen hätten, bevor das zuständige Oberlandesgericht über die Rechtmäßigkeit der Verhaftung entschied. Schill wurde mit Urteil des Landgerichts Hamburg vom 13. Oktober 2000 zu einer Geldstrafe von 120 Tagessätzen zu je 100 DM verurteilt. Der Bundesgerichtshof hob diese Verurteilung mit Urteil vom 4. September 2001 auf, da das Landgericht nicht hinreichend dargelegt habe, dass die zögerliche Weiterleitung der Beschwerde, die innerhalb eines objektiv vertretbaren Zeitraums erfolgt sei, aus sachfremden Erwägungen erfolgte. Nach erneuter Hauptverhandlung sprach das Landgericht Hamburg Schill im Dezember 2001 rechtskräftig vom Vorwurf der Rechtsbeugung frei – zu dieser Zeit war Schill bereits Zweiter Bürgermeister und Innensenator Hamburgs.

## Politische Karriere
Schill gründete im Jahr 2000 die Partei Rechtsstaatlicher Offensive, die von der Presse oftmals einfach Schill-Partei genannt wurde. Er zog im Wahlkampf die Aufmerksamkeit unter anderem durch folgende Positionen auf sich:
- Nicht therapierbare Sexualstraftäter sollten seiner Ansicht nach nur unter der Voraussetzung wieder auf freien Fuß kommen, dass sie sich zuvor einer (freiwilligen) Kastration unterzogen hätten.[6]
- Eltern, die ihre Erziehungspflicht nachhaltig verletzen und deren Kinder massiv straffällig geworden sind, sollten selbst mit strafrechtlichen Sanktionen rechnen müssen.[6]
- Er kündigte die Halbierung der Gewaltkriminalität binnen 100 Tagen an, sofern er in einer Koalition freie Hand dafür bekäme. Zu diesem Zweck sollten 2000 neue Polizisten eingestellt werden.[7]

Unterstützung bekam Schill von der Bild-Zeitung; so räumte sie ihm schon vor der Parteigründung viel Platz in ihrer Berichterstattung ein. Am 23. September 2001 erhielt die Partei Rechtsstaatlicher Offensive bei der Bürgerschaftswahl in Hamburg 19,4 % der Wählerstimmen. Am 31. Oktober desselben Jahres wurde Schill zum Zweiten Bürgermeister und Innensenator der Freien und Hansestadt Hamburg in einer Koalitionsregierung seiner Partei mit CDU und FDP unter dem Ersten Bürgermeister Ole von Beust berufen.

### Politik als Innensenator

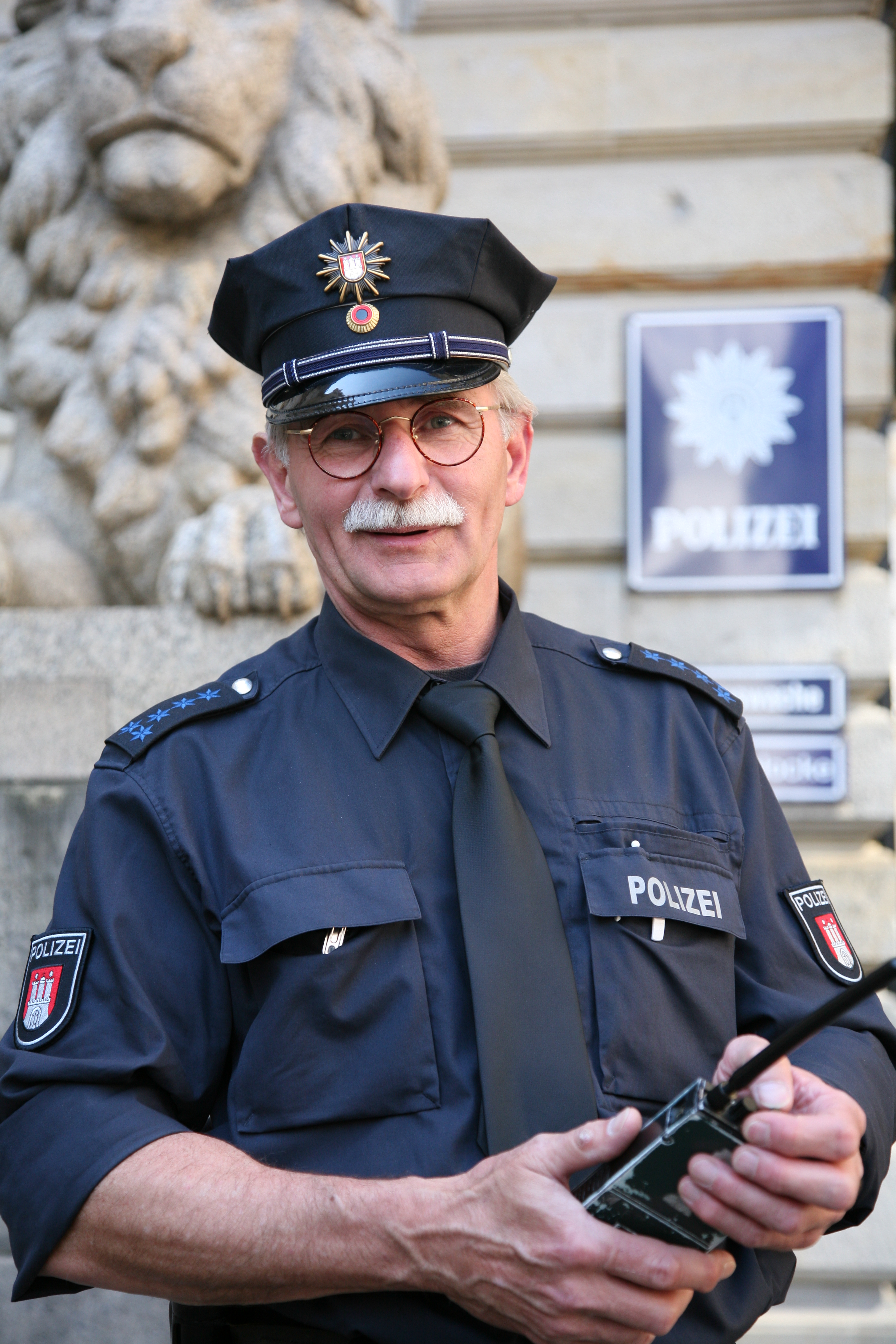
Schill führte in Hamburg als erstem Bundesland blaue Uniformen ein. Hier ein Polizeihauptmeister in der neuen Uniform, gestaltet vom Designer Luigi Colani.

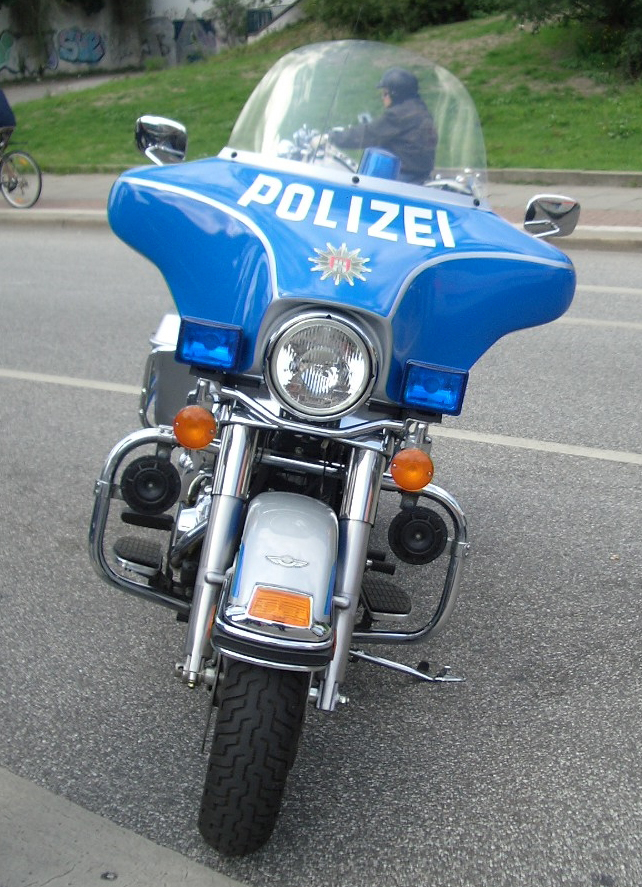
Schill führte Harley-Davidson-Motorräder bei der Hamburger Polizei ein.

Schill setzte sich bereits im Wahlkampf 2001 für die Einführung blauer Polizeiuniformen ein. Die Einkleidung der Polizisten mit neuen Uniformen, die von Luigi Colani entworfen waren, geschah von Oktober 2003 bis August 2005. Die Umstellung wurde durch Firmensponsoring und Privatspenden finanziert. Im Übrigen begann Schill, grau-blaue Polizeidienstwagen zu beschaffen.
Als neue Dienstmotorräder wurden von dem amerikanischen Hersteller Harley-Davidson Motorräder des Typs „Harley-Davidson FLHTPI Electra Glide Police“ angeschafft. Harley-Davidson versprach sich von diesem Einstieg in den deutschen Markt viel und überließ 20 Motorräder für einen einjährigen Test kostenlos.
Schill ernannte 2001 Hartmut Dudde zum Leiter der Bereitschaftspolizei und berief Anfang 2002 den bayrischen Kriminaldirektor Udo Nagel zum Hamburger Polizeipräsidenten. Weiterhin stellte Schill im Laufe des Jahres 250 Angestellte im Polizeidienst neu ein, um die Polizei von Verwaltungsaufgaben zu entlasten, und übernahm 14 bereits fertig ausgebildete Polizeibeamte aus Berlin. Im Jahr 2003 wurden 325 Polizeibeamte aus Berlin und 29 aus anderen Bundesländern in den Hamburger Polizeidienst übernommen. Bis Mitte 2004 sollen damit 500 neue Beamte eingestellt worden sein. Darüber hinaus wurden 2003 229 Nachwuchskräfte eingestellt.
Ein entscheidendes Kriterium, an dem Schills Arbeit gemessen wurde, war die amtliche Kriminalstatistik. Demnach ging die Zahl der erfassten Straftaten im Jahr 2002 um 15,5 Prozent zurück und stieg im Jahr 2003 um 0,8 Prozent an. Schill verbuchte den außergewöhnlich starken Rückgang der Kriminalitätsrate während seiner Amtszeit als einen Erfolg seiner Politik, was jedoch von Oppositionspolitikern bezweifelt wurde.
Nach der von Schill angeordneten gewaltsamen Räumung des Bauwagenplatzes Bambule kam es zu monatelangen sogenannten Bambule-Protesten in der Stadt, denen Schill mit Repression und der „Stärke des Staats“ begegnen wollte. Ein Slogan auf den Demonstrationen war „Schill muss weg“. Diese Forderung wurde auch zum Thema eines oft auf den „Anti-Schill-Demos“ zu hörenden Liedes Tanzverbot – Schill to hell der deutschen Hip-Hop-Band Fettes Brot in Zusammenarbeit mit Bela B. von der Band Die Ärzte.

### Politische Eklats
Während seiner gesamten politischen Karriere blieb Schill im Blickpunkt des Medieninteresses. Die Kriminalitätsbekämpfung spielte in der öffentlichen Wahrnehmung eine große Rolle – die Lokalpresse bezeichnete Hamburg als „Hauptstadt des Verbrechens“.
Für bundesweites Aufsehen sorgte Schill, als er am 29. August 2002 vor dem Deutschen Bundestag sprach. Im Rahmen einer Debatte über die Finanzierung der Hilfe nach der Flutkatastrophe in Ostdeutschland griff Schill die angeblichen politischen Ursachen auf, die zu der Notwendigkeit führten, ein Konjunkturprogramm mit Steuererleichterungen zu verschieben. Dabei sorgte vor allem Schills Kritik an der langjährig praktizierten Einwanderungspolitik für Empörung, wonach in der deutschen Politik im Vergleich zu anderen Ländern zu wenig Reserven für Katastrophen gebildet würden, während viel für Zuwanderer gezahlt werde. Der Eklat setzte sich fort, als Bundestagsvizepräsidentin Anke Fuchs ihm nach Überziehung der für Bundestagsabgeordnete üblichen 15 Minuten Redezeit und vergeblicher Aufforderung, zum Schluss zu kommen, das Mikrofon abstellte. Mit der Aufforderung, ein Schlusswort zu sprechen, wurde das Mikrofon zwar wieder eingeschaltet; als Schill sich über das seiner Meinung nach verfassungswidrige Vorgehen beschwerte und sich auf das Grundgesetz sowie auf das Recht auf jederzeitiges Gehör nach der Geschäftsordnung des Bundestages berief, wurde das Mikrofon endgültig abgeschaltet und ihm das Wort entzogen. Das Präsidium war der Auffassung, dass Schill immer noch nicht zur Sache sprach und eine Beendigung seiner Rede nicht erkennbar sei. Schill sah darin eine Verletzung von Art. 43 Abs. 2 S. 2 GG, der nach seiner Meinung und der einiger Beobachter Bundesratsmitgliedern unbegrenzte Redezeit zugestehe. Er warf Fuchs Verfassungsbruch vor, reichte jedoch eine angekündigte Klage vor dem Bundesverfassungsgericht nicht ein. Die Rede führte zu einer Koalitionskrise in Hamburg. Ole von Beust missbilligte das Verhalten Schills und wies ihn darauf hin, er habe im Bundestag nicht als Parteivertreter, sondern als Vertreter des Hamburger Senats zu reden.
Anfang Dezember 2002 verursachte Schill bei der Innenministerkonferenz durch die Forderung eines Einsatzes des bei der Geiselnahme im Moskauer Dubrowka-Theater benutzten Betäubungsgases einen Eklat. Er regte den Einsatz des Gases bei Polizeieinsätzen während Gefährdungslagen auch in Deutschland an. Die SPD, Linke, FDP und Grüne lehnten es aufgrund der Todesfälle ab. Von den 130 bei der Befreiungsaktion getöteten Geiseln starben 125 durch den Gaseinsatz.

### Kokainkonsum
Im Februar 2002 berichtete das Fernsehmagazin Panorama unter Berufung auf einen Zeugen, dass der Hamburger Innensenator Kokain konsumiert habe. Schill bezeichnete die Sendung als „Schweinemagazin“, das „mit Denunzianten“ arbeite, und erwirkte vor der Pressekammer des Landgerichts Hamburg eine einstweilige Verfügung. Sie verbot dem NDR die Wiederholung dieser Behauptung. Grundlage der Entscheidung war, wie allgemein üblich, eine eidesstattliche Versicherung Schills. Zeitungen des Springer-Verlages verteidigten ihn und kritisierten die Panorama-Vorwürfe. Schill ließ freiwillig eine Haarsträhne analysieren; dabei wurden keine Kokainspuren festgestellt. Das von der Staatsanwaltschaft Hamburg eingeleitete Ermittlungsverfahren wegen Betäubungsmittelbesitzes wurde daraufhin eingestellt. Schill zufolge war der Haartest zunächst positiv. Allerdings sei ein Verfahren angewendet worden, bei dem Kokain bis auf ein zehnmillionstel Gramm nachgewiesen werden kann. Ein erneuter Test zur Feststellung einer höheren Dosis sei negativ ausgefallen. Laut der Süddeutschen Zeitung sei Landespolitikern Schills mutmaßlicher Kokainkonsum schon früher bekannt gewesen. Im März 2008 kaufte die Bild-Zeitung Teile eines Videos, das ohne Schills Wissen aufgenommen worden war und später auch im Internet zu sehen war. Es zeigt Schill augenscheinlich und nach dessen vernehmbarer Aussage beim Kokainschnupfen.

### Ausschluss aus dem Hamburger Senat
Im Sommer 2003 geriet der Staatsrat der Innenbehörde und Schill-Vertraute Walter Wellinghausen in die Schlagzeilen, weil dieser neben seinem Amt auch als Anwalt und Aufsichtsrat einer Klinik tätig war. Als von Beust Wellinghausen ohne Absprache mit Schill entlassen wollte, kam es am 19. August 2003 zu einer persönlichen Auseinandersetzung mit Schill. Im Anschluss daran entließ von Beust den Innensenator mit dem Vorwurf, dieser habe ihm gedroht zu veröffentlichen, dass er seinen angeblichen Lebenspartner Roger Kusch zum Justizsenator gemacht habe und somit Privates mit Politischem verquickt habe. Aufgrund dieser Drohung stufte er Schill als „charakterlich nicht geeignet“ ein, sein Amt weiterzuführen.

Die Staatsanwaltschaft Hamburg leitete gegen Schill wegen versuchter Nötigung ein Ermittlungsverfahren ein. Das Verfahren musste jedoch an den Generalbundesanwalt weitergereicht werden, da von Beust als Erster Bürgermeister in der Funktion eines Verfassungsorgans handelte (siehe § 105 StGB – nur indirekt § 240 StGB). Das Verfahren wurde schon im August 2003 nach rechtlicher Prüfung eingestellt. Die Staatsanwaltschaft Hamburg hatte bei der Aufnahme der Ermittlungstätigkeiten die aktuelle Rechtsprechung des BGH übersehen, die in diesem Fall hätte Anwendung finden müssen. Die Bundesanwaltschaft teilte dazu in ihrer Presseerklärung begründend mit, dass nach der Rechtsprechung des Bundesgerichtshofs erwartet werden könne, dass Regierungsmitglieder derartigen Angriffen standhalten und hierauf mit politischen Mitteln reagieren (siehe dazu auch „Chantage“ = ursprünglich Erpressung mit kompromittierenden Interna). Der Drohung fehle das „besondere Gewicht“ und „die spezifische staatsgefährdende Zwangswirkung“.
Danach fiel die Partei Rechtsstaatlicher Offensive in Umfragen um einige Prozentpunkte zurück, lag jedoch weiterhin über der Fünfprozenthürde. 
Vertreter verschiedener Verbände begrüßten die Entlassung Schills. Schill zog sich auf die Wahrnehmung seines Bürgerschaftsmandats zurück.

### Ausschluss und Niedergang der Partei Rechtsstaatlicher Offensive
Ende November 2003 wurde Schill zum Hamburger Landesvorsitzenden der Partei Rechtsstaatlicher Offensive wiedergewählt. In Interviews des Hamburger Lokalsenders Hamburg 1 entschuldigte sich Schill bei von Beust für Misstöne und bot ihm eine Zusammenarbeit auf politischer Ebene an. Weiterhin bot er Innensenator Dirk Nockemann seine Hilfe bei der Ausführung der Senatorentätigkeit an. Dies wurde von Regierungspolitikern als Kritik an der Kompetenz Nockemanns aufgefasst, woraufhin von Beust von der Parteiführung der Partei Rechtsstaatlicher Offensive forderte, Schills Auftritte zu unterbinden. Am 6. Dezember 2003 forderte der Bundesvorstand der Partei Rechtsstaatlicher Offensive von Ronald Schill die Unterzeichnung einer Erklärung, dass er sich in Zukunft nur noch unter vorheriger Absprache öffentlich äußern dürfe. Als Schill ablehnte, entzog ihm der Bundesvorstand das Amt des Hamburger Landesvorsitzenden und sprach ihm ein zweijähriges Verbot aus, weitere Ämter in der Partei einzunehmen. Schill sah diesen Vorgang als nicht rechtens an und nahm in der nachfolgend angesetzten Sitzung des Hamburger Landesvorstandes demonstrativ den Vorsitz ein.
Am 16. Dezember 2003 beschloss der Bundesvorstand der Partei Rechtsstaatlicher Offensive bei einer außerordentlichen Sitzung in Berlin den Parteiausschluss von Schill. Die Mehrzahl der Landesverbände stand hinter Schill und begann, einen außerordentlichen Parteitag einzuberufen, um den Bundesvorstand abzusetzen und seine Entscheidungen zu widerrufen. Am 18. Dezember 2003 gründete Schill mit fünf ehemaligen Mitgliedern seiner früheren Partei eine eigene Fraktion der Hamburger Bürgerschaft. Zur Vorsitzenden der neuen Ronald-Schill-Fraktion wurde Schills ehemalige Lebensgefährtin Katrin Freund gewählt.
Nachdem deutlich geworden war, dass die Hamburger Koalition ohne Schill und seine Anhänger in der Schill-Fraktion der Bürgerschaft keine eigene Mehrheit mehr hatte, erklärte von Beust am 9. Dezember 2003 die Koalition aus CDU, FDP und der Schill-Partei für beendet. Der festgesetzte Termin für die Neuwahlen am 29. Februar 2004 schloss aus, dass die Partei Rechtsstaatlicher Offensive zu dieser Wahl mit Schill antreten konnte, da die Einberufung des klärenden Parteitages unter Einhaltung der vorgegebenen Fristen erst nach Abgabe der Listen an den Wahlleiter stattfinden konnte.
Anfang Januar 2004 traf sich Schill mit dem Parteivorsitzenden der Partei Pro DM, Bolko Hoffmann, und trat mit seinen Fraktionskollegen in die Pro DM ein, die zur Wahl unter der Bezeichnung „Pro DM/Schill“ antrat. 
Noch im Januar 2004 konnte die Pro DM/Schill-Partei erwirken, dass nur sie sich als „Schill-Partei“ bezeichnen darf. Die Partei Rechtsstaatlicher Offensive wollte diese Bezeichnung aus wahltaktischen Gründen behalten. Bei den Neuwahlen am 29. Februar 2004 erreichte die Pro DM 3,1 % der Stimmen, während seine ehemalige Partei nur noch ein Ergebnis von 0,4 % errang. Lediglich im Bezirk Harburg konnte die Pro DM die 5 %-Hürde überspringen und war dort in der Wahlperiode von 2004 bis 2008 in der Bezirksversammlung mit zwei Mitgliedern vertreten. Schill kündigte nach der Niederlage an, sich aus dem politischen Leben zurückzuziehen und aus Deutschland auszuwandern. Am 16. Oktober 2004 reiste er schließlich in die Karibik. Trotzdem blieb er Vorsitzender des Hamburger Landesverbandes der Partei Pro DM, die sich Ende 2007 auflöste.

### Ausreise nach Südamerika
Ende Mai 2006 sollte Schill vor dem Parlamentarischen Untersuchungsausschuss der Hamburgischen Bürgerschaft aussagen. Diesem gelang es jedoch nicht, eine ladungsfähige Anschrift zu ermitteln. Ende September 2006 gelang es einem Kamerateam, ein kurzes Interview mit Schill in Rio de Janeiro zu führen, das im Hamburg Journal des NDR ausgestrahlt wurde. Schill äußerte, dass er sich aus Deutschland zurückgezogen habe, da er an den dortigen Verhältnissen nichts habe ändern können; er könne sich für die Zukunft vielleicht Aktivitäten in der brasilianischen Politik vorstellen. Im September 2007 berichtete die Hamburger Morgenpost, dass Schill in Rio de Janeiro von seiner Richterpension lebe. 2007 drohte die Hamburger Bürgerschaft, sein Ruhegehalt als Exsenator zu kürzen, wenn er nicht vor einem parlamentarischen Untersuchungsausschuss aussage. Daraufhin kam Schill am 17. Oktober 2007 nach Hamburg und machte seine Aussage.
In einem Zeitungsinterview im Jahr 2019 sagte Schill, dass er mit knapp 2000 Euro Pension in Brasilien gut leben könne und nicht beabsichtige, dauerhaft nach Deutschland zurückzukommen.

## Fernsehdarsteller
Ronald Schill war vom 15. bis 29. August 2014 Teilnehmer der zweiten Staffel von Promi Big Brother – Das Experiment, die von  Sat.1 ausgestrahlt wurde. Dort belegte er den dritten Platz. Am 10. Februar 2015 wurde eine Sendung der Serie Goodbye Deutschland von VOX über Ronald Schill ausgestrahlt, bei der er in Rio de Janeiro Besuch von Janina Youssefian erhielt. 2016 nahm er an der Promi-Ausgabe der RTL-Sendung Adam sucht Eva teil. 2020 war er bei Promis unter Palmen zu sehen. 2022 nahm er an der 3. Staffel von Kampf der Realitystars – Schiffbruch am Traumstrand teil. 
Fernsehauftritte
- 2014: Promi Big Brother – 3. Platz
- 2014: TV total
- 2014: Die große ProSieben PokerStars.de-Nacht – 3. Platz
- 2014: Akte – Ronald Schill im Verhör
- 2014: Maischberger
- 2015: Goodbye Deutschland! Die Auswanderer – fortlaufend
- 2016: Adam sucht Eva – Promis im Paradies
- 2019: Abenteuer Leben Spezial – Ronald Schill trifft Hartz-IV-Empfänger
- 2019: Dinner Party
- 2020: Promis unter Palmen – 8. Platz
- 2022: Kampf der Realitystars – Schiffbruch am Traumstrand
- 2025: Villa der Versuchung

## Schriften
- Ronald Barnabas Schill: Der Provokateur – Autobiografie. Soundtrack, Berlin 2014, ISBN 978-3-86981-013-3.